# Hum (gmina Foča)
Hum (cyr. Хум) – wieś w Bośni i Hercegowinie, w Republice Serbskiej, w gminie Foča. W 2013 roku liczyła 6 mieszkańców.